# ایستگاه میجیرو
ایستگاه میجیرو (به ژاپنی: 目白駅 Mejiro-eki) یک ایستگاه قطار وابسته به خط یامانوته است که در توشیما-کو، توکیو در ژاپن واقع شده‌است.